# ジム・ビーティ
ジム・ビーティ（Jim Beattie、1962年 - ）は、イギリス・グラスゴー出身のギタリスト。元プライマル・スクリームのメンバーとして知られる。

## 来歴
1982年ボビー・ギレスピーとともにプライマル・スクリームを結成。60年代ロックを思わせる12弦ギターを鳴らし、1985年クリエイション・レコーズからシングル『オール・フォール・ダウン（All Fall Down）』でデビュー。その後、エレヴェイション・レコーズから発売されたデビューアルバム『ソニック・フラワー・グルーヴ（Sonic Flower Groove）』発売後の1988年にバンドから脱退する。ビーティ在籍時、楽曲のクレジットは全て彼とギレスピーの共同名義だった。
2年後、ビーティはスパイリアX（Spirea X）を結成する。バンドの名前はプライマル・スクリームのシングルB面に収録された同名のインストゥルメンタル曲に由来する。結成時の売り文句は「より良い曲を、より良いメロディを、より良いアレンジを、全てをより良くするアイデアを持っている」だった。バンドは4ADと契約した。レコードデビュー前からBBC2の番組に出演し、インタビューを受けるとともに後に発売されるシングル曲を演奏した。結成時のベーシストはすぐにバンドから離れ、1991年時点でのバンドのメンバーは、ジェイミー・オドネル、トーマス・マクガーク、アンディ・カー、そしてビーティのガールフレンドであるジュディス・ボイルだった。
スパイリアXのデビューEP『クロニクル・ドリーム（Chlorine Dream）』は1991年4月に発売された。タイトル曲はブライアン・ジョーンズの生涯にインスパイアされたものである。その後、アルチュール・ランボーの詩からタイトルが採られたアルバム『ファイアブレイド・スカイズ（Fireblade Skies）』を発売した。アルバムは、甘いメロディにノイジーなギター、ダンスビートが組み合わさった時代を表す音だったが、商業的には失敗した。また、「自分達がどこかにフィットするとは思えないから。」と同時代のバンドとの比較を拒絶した。
1992年、バンドはビーティとドイルの2人のみとなり、4ADから解雇された後に消滅した。
1994年、ビーティとドイルは、スパイリアXのマネージャーであり共同プロデューサーだったサイモン・ダインとアドヴェンチャーズ・イン・ステレオ（Adventures in Stereo）を結成する。バンドはダインが作った古いレコードを元にしたサンプル・ループを使い、初期プライマル・スクリームを思わせるLo-Fiサウンドを構築した。セルフタイトルのデビューアルバムは、1997年にクリーピング・ベントから発売された。このスコットランドの小レーベルと契約した理由は、オーナーがビーティを上回るザ・ビーチ・ボーイズのコレクションを所持していたからと言われている。アルバムは1分から2分のミニチュアの様な楽曲が18曲収録され、1960年代のガールズ・ポップをそのまま再現したものとなった。ダインはアルバム発売後にバンドから離れたが、ビーティとボイルは2000年までこの名前で活動を続け、2枚のアルバムを発売した。

## ディスコグラフィ
左から発売年、タイトル、原題。日本で発売されていないものは原題のみ。括弧内はレーベル、太字はアルバムを指す。

### プライマル・スクリーム
- 1985年 All Fall Down（Creation）
- 1986年 Crystal Crescent（Creation）
- 1987年 Gentle Tuesday（Elevation）
- 1987年 ソニック・フラワー・グルーヴ Sonic Flower Gloove（ワーナー）
- 1987年 Imperial（Elevation）

### スパイリアX
- 1991年 Chlorine Dream（4AD）
- 1991年 Speed Reaction（4AD）
- 1991年 ファイアブレイド・スカイズ Fireblade Skies（コロムビア）

### アドヴェンチャーズ・イン・ステレオ
- 1996年 Airline（Creeping Bent）
- 1997年 A Brand New Day（Creeping Bent）
- 1997年 アドヴェンチャーズ・イン・ステレオ Adventures in Stereo（FLAVOUR OF SOUND）
- 1998年 Down in the Traffic（Creeping Bent）
- 1998年 オルタナティヴ・ステレオ・サウンズ Alternative Stereo Sounds（トイズファクトリー）
- 2000年 MONOMANIA[10]（トイズファクトリー）